# Michael Allen Gillespie
Michael Allen Gillespie (24 de junio de 1951) es un filósofo estadounidense y profesor de ciencias políticas y filosofía en la Universidad de Duke. Sus áreas de interés son la filosofía política, la filosofía continental, la historia de la filosofía y los orígenes de la modernidad. Ha publicado sobre la relación entre teología y filosofía, teología medieval, liberalismo y varios filósofos como Nietzsche, Hegel, Heidegger y Kant.
En sus últimos trabajos, Gillespie se ha especializado en la relación entre religión y política. Su libro "The Theological Origins of Modernity" y su artículo "The Antitrinitarian Origins of Liberalism" revelaron hasta qué punto el pensamiento moderno está en deuda con el cristianismo, contribuyendo a la ruptura del cliché de que la modernidad es una ruptura decisiva de la Edad Media. En su prefacio, Gillespie plantea el objetivo principal de "The Theological Origins of Modernity":

Este libro es un examen de los orígenes de la modernidad informado por esta nueva beca y que busca demostrar la importancia de comprender los orígenes de la modernidad para llegar a un acuerdo con los problemas que ahora enfrentamos en nuestro mundo globalizado. Está especialmente preocupado para demostrar el papel central que jugaron la religión y la teología en la formación de la idea de modernidad "

Después de publicar estos trabajos sobre la relación entre teología y filosofía, Gillespie ocupó el puesto 30 en una lista de teóricos políticos que se espera sean los más influyentes en los próximos veinte años.

## Publicaciones

### Libros
- Hegel, Heidegger, and the Ground of History (Chicago: University of Chicago Press, 1984)
- Nihilism Before Nietzsche (Chicago: University of Chicago Press, 1995)
- The Theological Origins of Modernity (Chicago: University of Chicago Press, 2008)

### Editor
- Nietzsche's New Seas: Explorations in Philosophy, Aesthetics and Politics, ed. (withTracy B. Strong), (Chicago: University of Chicago Press, 1988).
- Ratifying the Constitution, ed. (with Michael Lienesch), (Lawrence: University Press of Kansas, 1989).
- Homo Politicus, Homo Economicus, ed. (with Geoffrey Brennan), Public Choice, specialissue (2008).